# Eimsbütteler Turnverband
O Eimsbütteler Turnverband e.V., conhecido também apenas como ETV Hamburg, é um clube de basquetebol baseado em Hamburgo, Alemanha que atualmente disputa a 2.Regionalliga, correspondente à quinta divisão do país. e manda seus jogos no Hohe Weide Halle.

## Histórico de Temporadas
| Temporada | Nível | Liga           | Pos. | Resultado |
| --------- | ----- | -------------- | ---- | --------- |
| 2014–15   | 5     | 2.Reggionaliga | 12º  |           |
| 2015–16   | 6     | Oberliga       |      |           |
| 2016–17   | 5     | 2.Regionalliga | 5º   |           |
| 2017-18   | 5     | 2.Regionalliga | 5º   | Promovido |
| 2018-19   | 4     | Regionalliga   | 11º  |           |
| 2019-20   | 4     | Regionalliga   | 1º   | Promovido |
| 2020-21   | 3     | ProB           | 12º  |           |
| 2021-22   | 3     | ProB           | 12º  |           |
| 2021-22   | 3     | ProB           | 12º  | Rebaixado |

fonte:eurobasket